# Championnat du Danemark masculin de handball
Le Championnat du Danemark masculin de handball est le plus haut niveau des clubs masculins de handball au Danemark. C'est l'un des plus vieux championnat national de handball puisqu'il a été créé en 1935, alors dans son format à onze joueurs, avant de passer dans son format à sept joueurs en 1959.
Vainqueur en 2025, l'Aalborg Håndbold est le tenant du titre. Avec 14 championnats remportés, le HG Copenhague (autant à onze qu'à sept joueurs) et le KIF Kolding (tous à sept joueurs) sont les club les plus titrés.

## Histoire

### Les débuts à onze
La première édition en 1935/1936 est disputée dans son format à onze joueurs et est remportée par l'IF Vidar. Mais lors des saisons suivantes, ce sont l'Ajax Copenhague et le HG Copenhague qui dominent ce championnat, avec respectivement huit et sept titres.
Lors des dernières éditions, c'est l'Aarhus GF qui tire son épingle du jeu en remportant trois championnats en cinq ans. Au bilan, l'IF Vidar a remporté un second titre, le Helsingør IF s'est imposé deux fois et le Tarup HK une fois

### La bascule vers le jeu à sept
Comme dans le reste de l'Europe, les années 1950 sont marquées par la disparition du handball à onze au profit du handball à sept joueurs et en salle qui est ainsi la version jouée à compter de 1959.
Le HG Copenhague remporte cette première édition, puis après une alternance avec quatre champions différents en cinq ans, cinq éditions consécutives entre 1966 et 1970. S'ensuivent les victoires de l'EBK Copenhague en 1971, de l'IF Stadion Brøndby en 1972 et 1973 et de l'Aarhus KFUM remporte son troisième sacre à sept en 1974.
Un nouveau leader fait alors son apparition à la fin des années 1970 car le Fredericia HK le remporte cinq fois d'affilée. Entre 1980 et 1986, on trouve cinq champions différents en sept saisons dont deux nouveaux titres pour l'Aarhus KFUM et pour le Helsingør IF.

### L'apparition du KIF et du GOG en tant que leaders
1987 voit l'apparition d'un nouveau leader : le Kolding IF. Ce dernier réalise trois doublés en huit saisons puis remportera six autres championnats entre 2001 et 2009. Sur cette période, son principal concurrent est le GOG Håndbold, vainqueur de sept titres entre 1992 et 2007.

### Aalborg face aux clubs de Copenhague
En 2010, l'Aalborg Håndbold remporte son premier titre mais 6 mois plus tôt, le FC Copenhague (champion en 2008) fusionne avec l'AG Håndbold dans le but que former le club scandinave de référence : l'AG Copenhague. Si le succès sportif est au rendez-vous avec deux championnats remportés en 2011 et 2012 et une demi-finale de Ligue des champions en 2012, le retrait de son mécène en juillet conduit à la mise en liquidation judiciaire du club par les autorités danoises. Le Kolding IF fusionne alors avec l'AG Copenhague pour donner naissance au KIF Copenhague qui va un peu faire illusion avec deux titres en 2014 et 2015 avant de rentrer dans le rang avant de renoncer en 2018 à sa partie Copenhague pour redevenir KIF Kolding.
Si le Bjerringbro-Silkeborg en 2016 et le Skjern Håndbold en 2018 ajoutent leur nom au palmarès, l'Aalborg Håndbold, également titré en 2013, devient la nouvelle place forte du handball danois avec quatre titres entre 2017 et 2021, année où le club atteint également la finale de la Ligue des champions. Si le GOG Håndbold tire son épigignle du jeu en glanant ses huitièmes et neuvièmes titres en 2022 et 2023, l'Aalborg Håndbold reprend sa couronne en 2024 et parvient à rééditer l'exploit d'atteindre la finale de la Ligue des champions, n'étant battu que d'un but par le FC Barcelone.

## Classement EHF
Depuis la création du Coefficient EHF, le Danemark est apparu deux fois sur le podium des meilleurs championnats européens en 2008 et 2009 :
| 02 | 03 | 04 | 05 | 06 | 07 | 08 | 09 | 10 | 11 | 12 | 13 | 14 | 15 | 16 | 17 | 18 | 19 | 20 | 21 | 22 | 23 |
| -- | -- | -- | -- | -- | -- | -- | -- | -- | -- | -- | -- | -- | -- | -- | -- | -- | -- | -- | -- | -- | -- |
| 6  | 6  | 5  | 6  | 7  | 4  | 3  | 3  | 6  | 7  | 4  | 4  | 5  | 5  | 6  | 6  | 6  | 7  | 7  | 5  | 5  | 5  |

Le classement 2023 du Danemark pour la saison 2024-2025 est :
| Rang                   | Championnat | Coeff. | Places |
| ---------------------- | ----------- | ------ | ------ |
| 1                      | Espagne     | 217,00 | 1      |
| 2                      | Allemagne   | 170,00 | 1      |
| 3                      | Pologne     | 156,67 | 1      |
| 4                      | France      | 140,33 | 1      |
| 5                      | Danemark    | 137,00 | 1      |
| 6                      | Hongrie     | 124,33 | 1      |
| 7                      | Biélorussie | 69,50  | 0      |
| 8                      | Portugal    | 61,67  | 1      |
| 9                      | Norvège     | 57,00  | 1      |
| 10 à 50 : aucune place |             |        |        |

| Rang                                   | Championnat | Coeff. | Places |
| -------------------------------------- | ----------- | ------ | ------ |
| 1                                      | Allemagne   | 147,67 | 4      |
| 2                                      | Portugal    | 88,67  | 4      |
| 3                                      | France      | 78,00  | 3      |
| 4                                      | Espagne     | 70,33  | 3      |
| 5                                      | Pologne     | 68,33  | 3      |
| 6                                      | Croatie     | 67,67  | 3      |
| 7                                      | Danemark    | 63,67  | 3      |
| 8                                      | Suisse      | 62,67  | 3      |
| 9                                      | Suède       | 55,00  | 3      |
| 10 à 18 : 2 places ; 19 à 50 : 0 place |             |        |        |

## Clubs actuels
Les clubs de la saison 2024-2025 sont :
| Club                   | Ville(s)              | Salle(s)                         | Capacité    |
| ---------------------- | --------------------- | -------------------------------- | ----------- |
| Aalborg Håndbold       | Aalborg               | Jutlander Bank Arena             | 5 009       |
| Bjerringbro-Silkeborg  | Bjerringbro/Silkeborg | Silkeborg-Hallerne               | 2 845       |
| Fredericia HK          | Fredericia            | Fredericia Idrætscenter          | 2 225       |
| Grindsted GIF Håndbold | Grindsted             | Vestjysk Bank Arena              | 500         |
| GOG Håndbold           | Gudme                 | Gudmehallerne                    | 2 265       |
| KIF Kolding            | Kolding               | Tre-For Arena                    | 5 182       |
| Mors-Thy               | Nykøbing Mors Thisted | Jyske Bank Mors Arena Thy Hallen | 2 296 1 284 |
| Nordsjælland Håndbold  | Helsinge Hillerød     | Helsinge-Hallen Royal Stage      | 1 600 3 000 |
| Ribe-Esbjerg HH        | Esbjerg Ribe          | Blue Water Dokken Invactor Arena | 3 386 1 976 |
| Skanderborg AGF        | Skanderborg Aarhus    | Fælledhallen Ceres Arena         | 1 700 5 000 |
| Skjern                 | Skjern                | Skjern Bank Arena                | 3 264       |
| SønderjyskE Håndbold   | Sønderborg            | Broager Sparekasse Skansen       | 2 200       |
| TMS Ringsted           | Ringsted              | Poul Christensen Arena           | 1 200       |
| Team Tvis Holstebro    | Holstebro             | Idrætscenter Vest                | 3 250       |

## Palmarès

### Handball à onze
Le palmarès saison par saison en handball à onze sur gazon est :
| Édition | Saison    | Champion               | Vice-champion         | Troisième             |
| ------- | --------- | ---------------------- | --------------------- | --------------------- |
| 1       | 1935-1936 | IF Vidar (1)           | inconnu               | inconnu               |
| 2       | 1936-1937 | IF Ajax Copenhague (1) | inconnu               | inconnu               |
| 3       | 1937-1938 | IF Vidar (2)           | inconnu               | inconnu               |
| 4       | 1938-1939 | HG Copenhague (1)      | inconnu               | inconnu               |
| 5       | 1939-1940 | HG Copenhague (2)      | inconnu               | inconnu               |
| 6       | 1940-1941 | HG Copenhague (3)      | inconnu               | inconnu               |
| 7       | 1941-1942 | IF Ajax Copenhague (2) | inconnu               | inconnu               |
| 8       | 1942-1943 | HG Copenhague (4)      | inconnu               | inconnu               |
| 9       | 1943-1944 | IF Ajax Copenhague (3) | inconnu               | inconnu               |
| -       | 1944-1945 | non disputé ou annulé  | non disputé ou annulé | non disputé ou annulé |
| 10      | 1945-1946 | HG Copenhague (5)      | inconnu               | inconnu               |
| 11      | 1946-1947 | HG Copenhague (6)      | IF Ajax Copenhague    | Vejlby-Risskov IK     |
| 12      | 1947-1948 | IF Ajax Copenhague (4) | Helsingør IF          | HG Copenhague         |
| 13      | 1948-1949 | IF Ajax Copenhague (5) | HG Copenhague         | Aarhus GF             |
| 14      | 1949-1950 | IF Ajax Copenhague (6) | USG                   | Helsingør IF          |
| 15      | 1950-1951 | Helsingør IF (1)       | IF Ajax Copenhague    | Aarhus GF             |
| 16      | 1951-1952 | IF Ajax Copenhague (7) | Helsingør IF          | Aarhus GF             |
| 17      | 1952-1953 | IF Ajax Copenhague (8) | Helsingør IF          | Aarhus KFUM           |
| 18      | 1953-1954 | Tarup HK (1)           | IF Ajax Copenhague    | Aarhus KFUM           |
| 19      | 1954-1955 | Aarhus KFUM (1)        | Tarup HK              | Helsingør IF          |
| 20      | 1955-1956 | HG Copenhague (7)      | Helsingør IF          | Aarhus KFUM           |
| 21      | 1956-1957 | Aarhus GF (1)          | Helsingør IF          | Aarhus KFUM           |
| 22      | 1957-1958 | Helsingør IF (2)       | Tarup HK              | Aarhus GF             |
| 23      | 1958-1959 | Aarhus GF (2)          | Helsingør IF          | Aarhus KFUM           |

### Handball à sept
Le palmarès saison par saison en handball à sept est :
| Édition | Saison       | Champion                    | Vice-champion          | Troisième              |
| ------- | ------------ | --------------------------- | ---------------------- | ---------------------- |
| 24      | 1959-1960    | HG Copenhague (8)           | Aarhus KFUM            | Helsingør IF           |
| 25      | 1960-1961    | Aarhus GF (3)               | Aarhus KFUM            | HG Copenhague          |
| 26      | 1961-1962    | IK Skovbakken (1)           | Helsingør IF           | Aarhus GF              |
| 27      | 1962-1963    | Aarhus KFUM (2)             | Aarhus GF              | IK Skovbakken          |
| 28      | 1963-1964    | IF Ajax Copenhague (9)      | Aarhus KFUM            | Viby IF                |
| 29      | 1964-1965    | Aarhus KFUM (3)             | HG Copenhague          | IF Ajax Copenhague     |
| 30      | 1965-1966    | HG Copenhague (9)           | Aarhus KFUM            | IF Ajax Copenhague     |
| 31      | 1966-1967    | HG Copenhague (10)          | Aarhus KFUM            | IF Stadion Brøndby     |
| 32      | 1967-1968    | HG Copenhague (11)          | Aarhus KFUM            | MK31 Copenhague        |
| 33      | 1968-1969    | HG Copenhague (12)          | Aarhus KFUM            | IF Stjernen            |
| 34      | 1969-1970    | HG Copenhague (13)          | EBK Copenhague         | Aarhus KFUM            |
| 35      | 1970-1971    | EBK Copenhague (1)          | HG Copenhague          | Helsingør IF           |
| 36      | 1971-1972    | IF Stadion Brøndby (1)      | EBK Copenhague         | Aarhus KFUM            |
| 37      | 1972-1973    | IF Stadion Brøndby (2)      | Fredericia KFUM        | Aarhus KFUM            |
| 38      | 1973-1974    | Aarhus KFUM (4)             | Helsingør IF           | Fredericia KFUM        |
| 39      | 1974-1975    | Fredericia KFUM (1)         | Helsingør IF           | HG Copenhague          |
| 40      | 1975-1976    | Fredericia KFUM (2)         | Helsingør IF           | IF Stjernen            |
| 41      | 1976-1977    | Fredericia KFUM (3)         | Holte IF               | SAGA Frederiksberg     |
| 42      | 1977-1978    | Fredericia KFUM (4)         | Holte IF               | Aalborg HK             |
| 43      | 1978-1979    | Fredericia KFUM (5)         | SAGA Frederiksberg     | Aarhus KFUM            |
| 44      | 1979-1980    | Aarhus KFUM (5)             | Fredericia KFUM        | Holte IF               |
| 45      | 1980-1981    | Helsingør IF (3)            | Holte IF               | Gladsaxe/HG Copenhague |
| 46      | 1981-1982    | IK Skovbakken (2)           | Helsingør IF           | Holte IF               |
| 47      | 1982-1983    | Aarhus KFUM (6)             | Gladsaxe/HG Copenhague | Helsingør IF           |
| 48      | 1983-1984    | Gladsaxe/HG Copenhague (14) | Helsingør IF           | Hellerup IK Copenhague |
| 49      | 1984-1985    | Helsingør IF (4)            | Hellerup IK Copenhague | Virum-Sorgenfri HK     |
| 50      | 1985-1986    | Hellerup IK Copenhague (1)  | Gladsaxe/HG Copenhague | Holte IF               |
| 51      | 1986-1987    | Kolding IF (1)              | Helsingør IF           | Ribe HK                |
| 52      | 1987-1988    | Kolding IF (2)              | GOG Håndbold           | Hellerup IK Copenhague |
| 53      | 1988-1989    | Helsingør IF (5)            | GOG Håndbold           | Tarup Pårup IF         |
| 54      | 1989-1990    | Kolding IF (3)              | Helsingør IF           | GOG Håndbold           |
| 55      | 1990-1991    | Kolding IF (4)              | GOG Håndbold           | Helsingør IF           |
| 56      | 1991-1992    | GOG Håndbold (1)            | Helsingør IF           | Virum-Sorgenfri HK     |
| 57      | 1992-1993    | Kolding IF (5)              | GOG Håndbold           | Helsingør IF           |
| 58      | 1993-1994    | Kolding IF (6)              | GOG Håndbold           | Vejlby-Risskov IK      |
| 59      | 1994-1995    | GOG Håndbold (2)            | Kolding IF             | IF Ajax Copenhague     |
| 60      | 1995-1996    | GOG Håndbold (3)            | Virum-Sorgenfri HK     | Kolding IF             |
| 61      | 1996-1997    | Virum-Sorgenfri HK (1)      | IF Ajax Copenhague     | Kolding IF             |
| 62      | 1997-1998    | GOG Håndbold (4)            | Team Esbjerg           | Virum-Sorgenfri HK     |
| 63      | 1998-1999    | Skjern Håndbold (1)         | Kolding IF             | Frederiksberg IF       |
| 64      | 1999-2000    | GOG Håndbold (5)            | Virum-Sorgenfri HK     | Viborg HK              |
| 65      | 2000-2001    | Kolding IF (7)              | GOG Håndbold           | Frederiksberg IF       |
| 66      | 2001-2002    | Kolding IF (8)              | Bjerringbro FH         | GOG Håndbold           |
| 67      | 2002-2003    | Kolding IF (9)              | Skjern Håndbold        | GOG Håndbold           |
| 68      | 2003-2004    | GOG Håndbold (6)            | Kolding IF             | Aalborg Håndbold       |
| 69      | 2004-2005    | Kolding IF (10)             | Aarhus GF              | GOG Håndbold           |
| 70      | 2005-2006    | Kolding IF (11)             | GOG Svendborg TGI      | Skjern Håndbold        |
| 71      | 2006-2007    | GOG Svendborg TGI (7)       | Viborg HK              | FC Copenhague          |
| 72      | 2007-2008    | FC Copenhague (1)           | GOG Svendborg TGI      | Aarhus GF              |
| 73      | 2008-2009    | Kolding IF (12)             | FC Copenhague          | Team Tvis Holstebro    |
| 74      | 2009-2010    | Aalborg Håndbold (1)        | Kolding IF             | Bjerringbro-Silkeborg  |
| 75      | 2010-2011    | AG Copenhague (1)           | Bjerringbro-Silkeborg  | Skjern Håndbold        |
| 76      | 2011-2012    | AG Copenhague (2)           | Bjerringbro-Silkeborg  | Team Tvis Holstebro    |
| 77      | 2012-2013    | Aalborg Håndbold (2)        | KIF Copenhague         | Skjern Håndbold        |
| 78      | 2013-14      | KIF Copenhague (13)         | Aalborg Håndbold       | Team Tvis Holstebro    |
| 79      | 2014-15      | KIF Copenhague (14)         | Skjern Håndbold        | Bjerringbro-Silkeborg  |
| 80      | 2015-16      | Bjerringbro-Silkeborg (1)   | Team Tvis Holstebro    | GOG Håndbold           |
| 81      | 2016-17 (en) | Aalborg Håndbold (3)        | Skjern Håndbold        | Bjerringbro-Silkeborg  |
| 82      | 2017-18 (en) | Skjern Håndbold (2)         | Bjerringbro-Silkeborg  | GOG Håndbold           |
| 83      | 2018-2019    | Aalborg Håndbold (4)        | GOG Håndbold           | Skjern Håndbold        |
| 84      | 2019-20 (da) | Aalborg Håndbold (5)        | GOG Håndbold           | Team Tvis Holstebro    |
| 85      | 2020-21      | Aalborg Håndbold (6)        | Bjerringbro-Silkeborg  | GOG Håndbold           |
| 86      | 2021-22      | GOG Håndbold (8)            | Aalborg Håndbold       | Bjerringbro-Silkeborg  |
| 87      | 2022-23 (en) | GOG Håndbold (9)            | Aalborg Håndbold       | Fredericia HK          |
| 88      | 2023-24 (en) | Aalborg Håndbold (7)        | Fredericia HK          | Skjern Håndbold        |
| 89      | 2024-25 (en) | Aalborg Håndbold (8)        | Skjern Håndbold        | GOG Håndbold           |

## Bilan par club
Le bilan par club est :
| Rang  | Club                      | Titres | Titres | Titres                                         | Titres | Titres                                                                              | Accessits | Accessits |
| Rang  | Club                      | Total  | à 11   | Saisons                                        | à 7    | Saisons                                                                             | 2e        | 3e        |
| ----- | ------------------------- | ------ | ------ | ---------------------------------------------- | ------ | ----------------------------------------------------------------------------------- | --------- | --------- |
| 1     | Gladsaxe/HG Copenhague    | 14     | 7      | 1939, 1940, 1941, 1943, 1946, 1947, 1956       | 7      | 1960, 1966, 1967, 1968, 1969, 1970, 1984                                            | 5         | 4         |
| 2     | Kolding IF/KIF Copenhague | 14     | 0      | -                                              | 14     | 1987, 1988, 1990, 1991, 1993, 1994, 2001, 2002, 2003, 2005, 2006, 2009 ; 2014, 2015 | 5         | 2         |
| 3     | GOG Håndbold              | 9      | 0      | -                                              | 9      | 1992, 1995, 1996, 1998, 2000, 2004, 2007, 2022, 2023                                | 10        | 8         |
| 3     | Ajax Heroes Copenhague    | 9      | 8      | 1937, 1942, 1944, 1948, 1949, 1950, 1952, 1953 | 1      | 1964                                                                                | 4         | 3         |
| 5     | Aalborg Håndbold          | 8      | 0      | -                                              | 8      | 2010, 2013, 2017, 2019, 2020, 2021, 2024, 2025                                      | 3         | 1         |
| 6     | Aarhus KFUM               | 6      | 1      | 1955                                           | 5      | 1963, 1965, 1974, 1980, 1983                                                        | 7         | 9         |
| 7     | Helsingør IF              | 5      | 2      | 1951, 1958                                     | 3      | 1981, 1985, 1989                                                                    | 15        | 7         |
| 7     | Fredericia KFUM/HK        | 5      | 0      | -                                              | 5      | 1975, 1976, 1977, 1978, 1979                                                        | 2         | 2         |
| 9     | Aarhus GF                 | 3      | 2      | 1957, 1959                                     | 1      | 1961                                                                                | 1         | 5         |
| 10    | Skjern Håndbold           | 2      | 0      | -                                              | 2      | 1999, 2018                                                                          | 4         | 5         |
| 10    | IK Skovbakken             | 2      | 0      | -                                              | 2      | 1962, 1982                                                                          | 0         | 1         |
| 10    | IF Stadion Brøndby        | 2      | 0      | -                                              | 2      | 1972, 1973                                                                          | 0         | 1         |
| 10    | IF Vidar                  | 2      | 2      | 1936, 1938                                     | 0      | -                                                                                   | 0         | 0         |
| 10    | AG Copenhague             | 2      | 0      | -                                              | 2      | 2011, 2012                                                                          | 0         | 0         |
| 15    | Bjerringbro-Silkeborg     | 1      | 0      | -                                              | 1      | 2016                                                                                | 5         | 4         |
| 15    | Virum-Sorgenfri HK        | 1      | 0      | -                                              | 1      | 1997                                                                                | 2         | 3         |
| 15    | Tarup HK                  | 1      | 1      | 1954                                           | 0      | -                                                                                   | 2         | 1         |
| 15    | EBK Copenhague            | 1      | 0      | -                                              | 1      | 1971                                                                                | 2         | 0         |
| 15    | FC Copenhague/FIF         | 1      | 0      | -                                              | 1      | 2008                                                                                | 1         | 3         |
| 15    | Hellerup IK Copenhague    | 1      | 0      | -                                              | 1      | 1986                                                                                | 1         | 2         |
| Total | Total                     | 89     | 23     | 1936-1959                                      | 66     | 1960-2025                                                                           | -         | -         |